# Alcol coniferilico
L'alcol coniferilico è un monolignolo. È sintetizzato attraverso la via biosintetica dei fenilpropanoidi. In seguito a polimerizzazione forma lignina o lignani.